# Aranyosgadány
Aranyosgadány es un pueblo ubicado en el condado de Baranya, Hungría.

## Superficie
Posee una superficie de 8,26 kilómetros cuadrados.

## Demografía
Hasta 2021 la población era de 321 habitantes, con una densidad de población de 38,86 habitantes por kilómetro cuadrado.